# Università Gonzaga

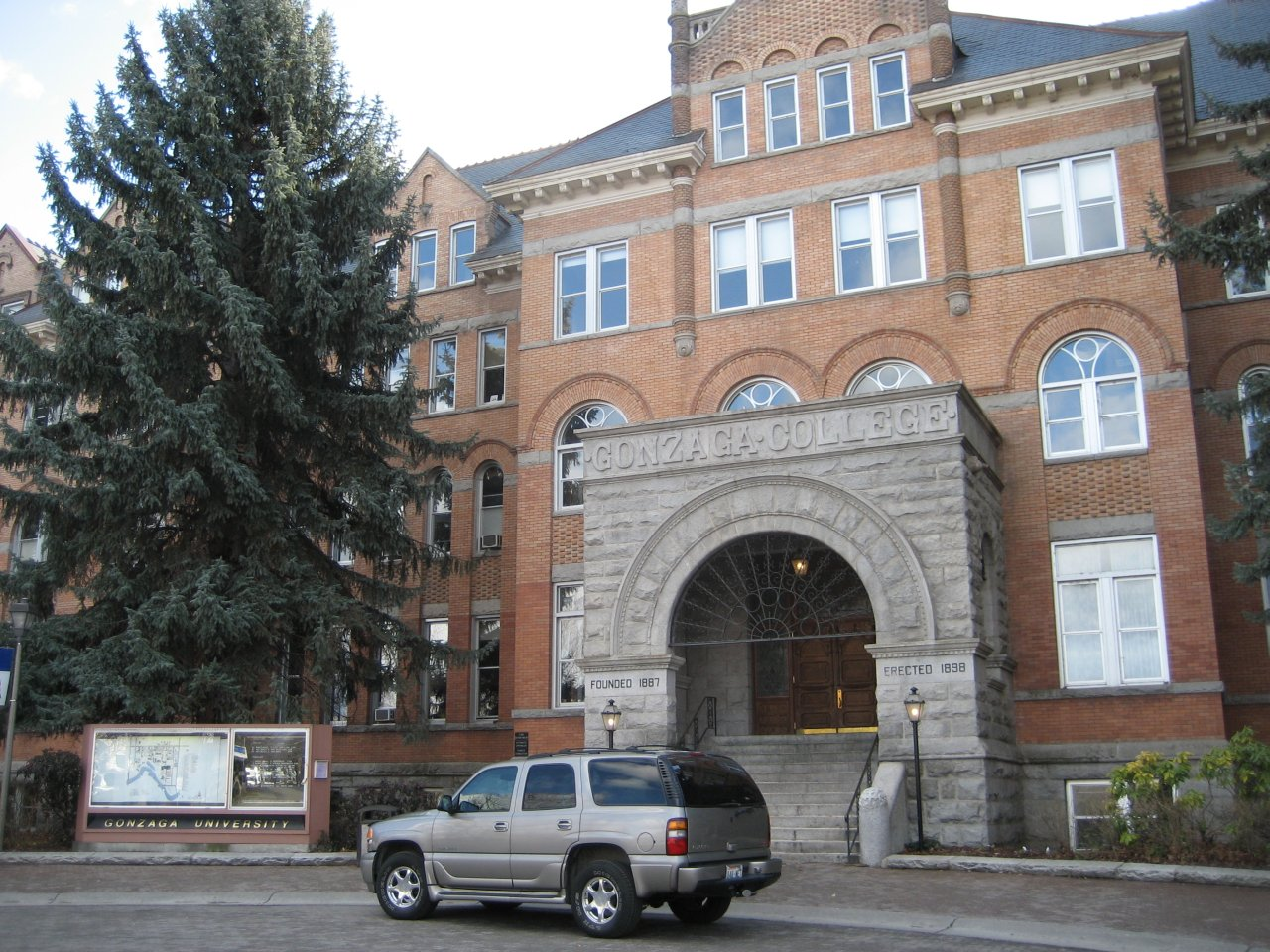
L'ingresso dell'amministrazione dell'università

L'Università Gonzaga (Gonzaga University) è un'università privata e cattolica retta dai gesuiti, situata a Spokane, nello stato di Washington, degli Stati Uniti d'America, fondata dal gesuita italiano Giuseppe Cataldo nel 1887, e deve il suo nome a san Luigi Gonzaga.
L'università fa parte dell'Associazione delle università gesuite (AJCU), che raggruppa le 28 università che la Compagnia di Gesù dirige negli Stati Uniti.

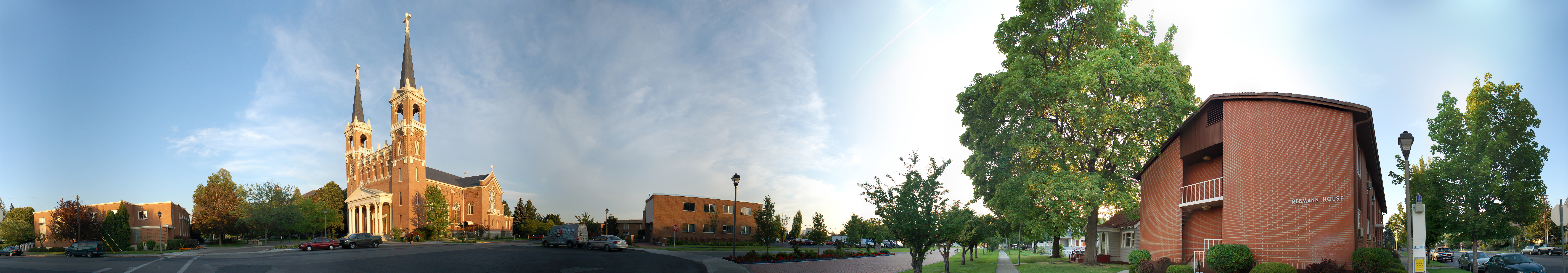
Panoramica